# 马尔切洛宫

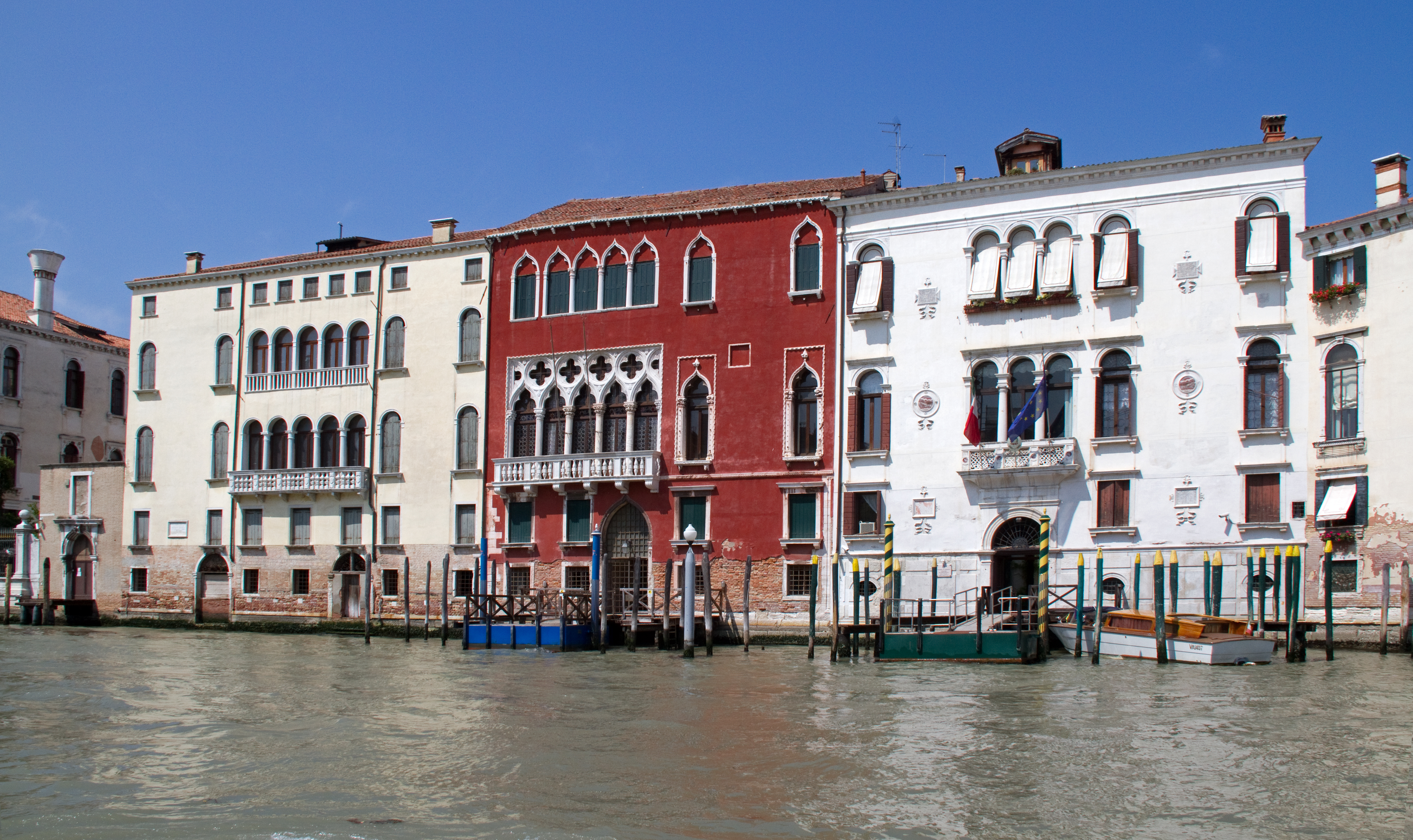
马尔切洛宫（左侧）

马尔切洛宫（Palazzo Marcello）是意大利威尼斯大运河畔的一座哥特式建筑，位于卡纳雷吉欧区的埃里佐·阿拉·马达莱纳宫（Palazzo Erizzo alla Maddalena）和温德拉敏宫（Ca' Vendramin Calergi）之间。
1485 年，加斯帕罗·马尔切洛（Gasparo Marcello）和彼得罗尼拉 · 克里斯波（Petronilla Crispo）联姻，这个宫殿归属马尔切洛家族。它于18世纪进行翻新。音乐家贝内代托·马尔切洛（Benedetto Marcello,1686-1739）和作曲家亚历山德罗·马尔切洛（Alessandro Marcello）在此出生。贝里公爵夫人于19世纪中叶搬到这里。